# Michelangelo Fortuzzi

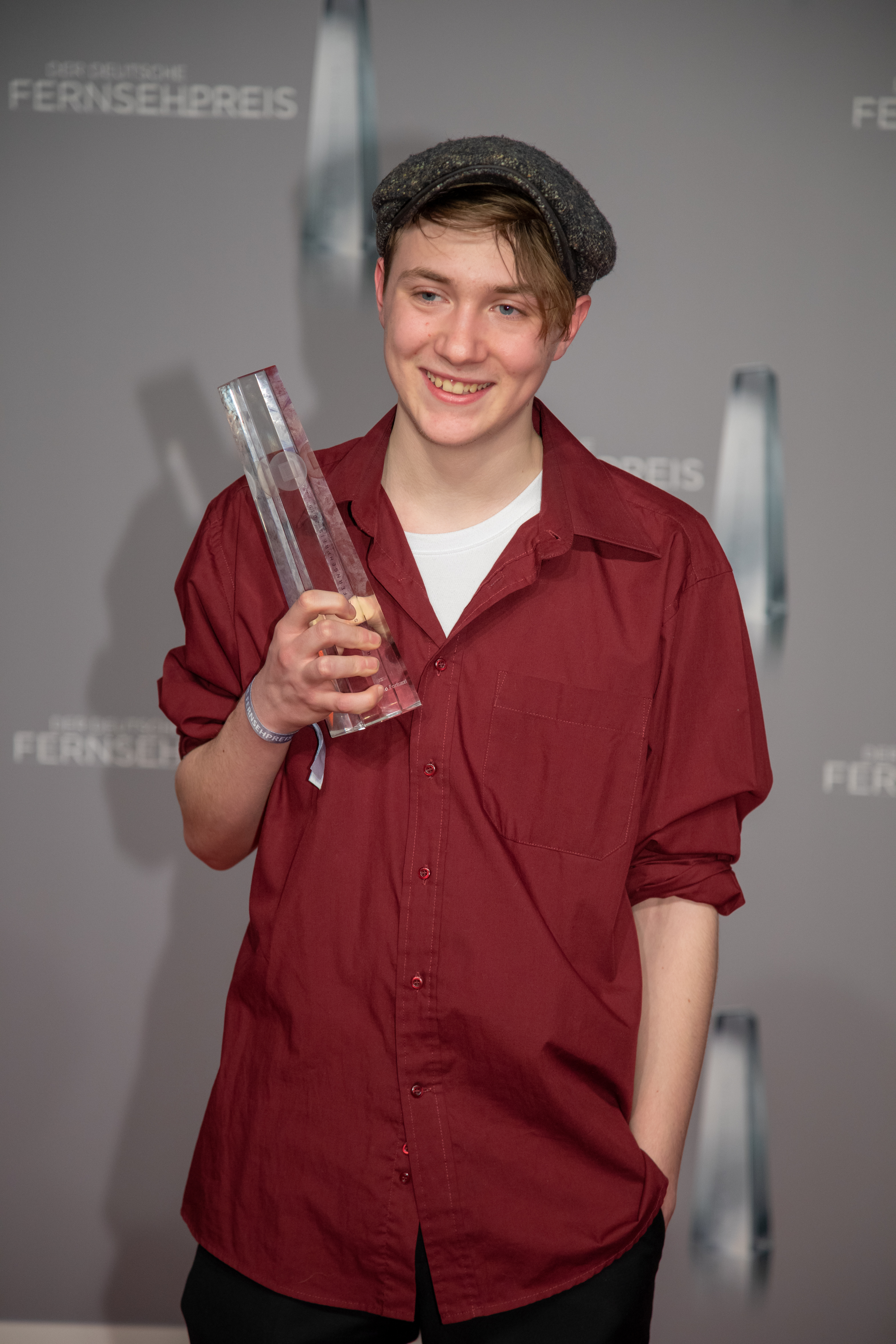
Michelangelo Fortuzzi beim Deutschen Fernsehpreis 2019

Michelangelo Fortuzzi (* 23. Januar 2001 in Erlangen) ist ein deutscher Schauspieler.

## Leben und Wirken
Fortuzzi stammt aus einer deutsch-italienischen Theaterfamilie. Der Schauspieler und Regisseur Alberto Fortuzzi ist sein Vater, sein älterer Bruder Valentino Fortuzzi ist ebenfalls Schauspieler. Fortuzzi wuchs in Berlin-Moabit auf. Er besuchte die Sophie-Scholl-Schule in Schöneberg.
2019 wurde Fortuzzi für seine schauspielerische Leistung im mehrfach preisgekrönten rbb-Drama Alles Isy (Buch und Regie: Mark Monheim und Max Eipp) mit dem Deutschen Fernsehpreis-Förderpreis 2019 ausgezeichnet. Er verkörpert darin die Hauptfigur des Films, den 16-jährigen Jonas Vanderberg, der nach der, gemeinsam mit zwei Freunden, begangenen Vergewaltigung einer Mitschülerin von Schuldgefühlen geplagt wird und nach einer Lösung für die ausweglos scheinende Situation sucht.
Außerdem spielte Fortuzzi in der Funk-Serie Druck, der deutschen Adaption des norwegischen Originals SKAM, die Rolle des Matteo Florenzi, der auf Suche seiner sexuellen Orientierung ist. Fortuzzi spielte in Druck neben Milena Tscharntke und Lukas Alexander von Horbatschewsky.
In der 2021 auf Amazon Prime erschienenen Serie Wir Kinder vom Bahnhof Zoo, einer 8-teiligen Neuverfilmung des gleichnamigen Buches, spielte er die Rolle des Benno.
Fortuzzi spricht muttersprachlich Deutsch, Italienisch sowie Englisch. Von 2020 bis 2022 studierte er Schauspiel am Giles Foreman Centre for Acting in London.

## Filmografie

### Filme
- 2013: Kopfüber
- 2014: Rico, Oskar und die Tieferschatten
- 2015: Inga Lindström: Familienbande (Fernsehreihe)
- 2016: Ente gut! Mädchen allein zu Haus
- 2018: Alles Isy
- 2018: Einmal Sohn, immer Sohn
- 2019: Tatort: Leonessa (Fernsehreihe)
- 2019: Berlin, I Love You
- 2019: Im Niemandsland
- 2020: Nackte Tiere
- 2021: Sörensen hat Angst
- 2023: Tatort: Die Kälte der Erde
- 2024: Gotteskinder
- 2025: Tatort: Das Ende der Nacht

### Serien
- 2013: Pinocchio
- 2018–2019: Druck
- 2019: Notruf Hafenkante (Folge Ich heiße Maja)
- 2019: Preis der Freiheit (Fernseh-Dreiteiler)
- 2020: MaPa (Folge 1x01)
- seit 2021: Wir Kinder vom Bahnhof Zoo
- 2023: Watch Me